# Arkansas State Police
Pour les articles homonymes, voir ASP.
L’Arkansas State Police (ASP) est la police d'État de l'Arkansas, les frontières de sa juridiction sont celles de ce même état. Il a été créé pour protéger les vies, les biens et les droits constitutionnels des habitants de l'Arkansas. Contrairement à d'autres polices d’état aux États-Unis, l'ASP est une organisation faîtière. Les divisions en uniforme fonctionnent comme les patrouilles routières, elles n'ont pas un pouvoir général de police. La police d'État Arkansas a été principalement créée pour faire appliquer les lois concernant l'alcoolémie et aider les services de police locaux. Tous les State Troopers ont le pouvoir d'arrestation, conformément à toutes les procédures pénales et lois de l'Arkansas.

## Organisation
Son QG  est situé à Little Rock. Il est organisé en 12 Troops. L'ASP emploie 508 State Troopers (originellement appelés Arkansas Rangers) et  355 personnels civils. 21 de ses membres sont morts en service depuis 1935

## Armes de service (années 2000)
Depuis 2000, le state trooper de l'ASP a le choix de son arme de poing (Glock 21, Glock 22 ou Glock 35) et un riotgun Remington 11-87P.